# Amadio Salsi
Amadio (Vignola, 1849 – Napoli, 11 febbraio 1923) è stato un ingegnere italiano.
Figura di rilievo nel grande processo di trasformazione urbanistica del capoluogo partenopeo noto come Risanamento, è ricordato per la realizzazione di edifici monumentali, teatri e strutture alberghiere. 

## Biografia

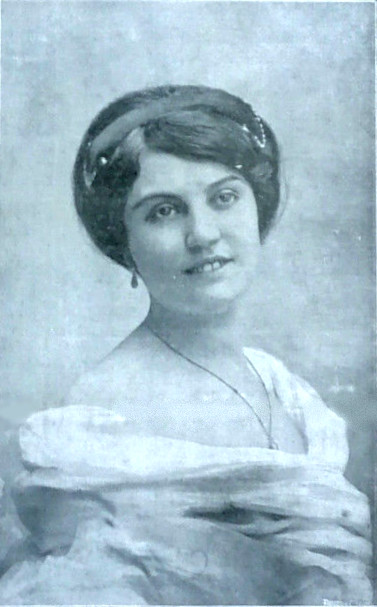
Fulvia Musette

Originario di Vignola, in provincia di Modena, Amadio Salsi (su alcuni documenti Amodio) si trasferì a Napoli in giovane età, seguendo lo zio che era proprietario di un'azienda di trasporto di materiali edili. Operò come ingegnere e costruttore per conto del Comune, della Società del Risanamento e del Genio Civile. Nel contesto del Risanamento di Napoli, contribuì, tra l’altro, ai lavori di riempimento e costruzione nella zona di Santa Lucia, su incarico della Società Anonima Santa Lucia, ai lavori di realizzazione del Corso Umberto I, di Piazza Garibaldi e di Piazza Carlo III.

## Opere principali
Tra le principali opere edili realizzate da Amadio Salsi si ricordano:
- Il Grand Hôtel de Londres, in piazza Municipio;
- Il Teatro Umberto I, noto per la sua programmazione musicale;
- Il Teatro Trianon, nel quartiere Forcella, tuttora attivo[4][5];
- Il Teatro Orfeo, acquistato nel dicembre 2025 dalla famiglia Giugliano, proprietaria del ristorante Mimì alla Ferrovia, situato nei locali confinanti[6][7][8];
- La Sala Impero (già “Londra”), poi trasformata in cinematografo[9] in via Depretis 12-14 a Napoli;
- Palazzi e residenze signorili in via Depretis, via Santa Lucia, corso Umberto e via Generale Orsini;
- Hotel Santa Lucia[10];

- Opere pubbliche per il Comune e il Genio Civile.

## Attività culturale
Fu anche impresario e promotore culturale, gestendo teatri e sale di spettacolo. Nei suoi spazi si esibirono numerosi artisti, tra cui la cantante Fulvia Musette (nome d’arte di Angiolina Lombardi), moglie del figlio Luigi Salsi, ingegnere, editore e pioniere dello sport a Napoli.

## Riconoscimenti
Nel 1905, fu insignito del titolo di Cavaliere del Lavoro, con iscrizione nel Libro d’Oro dei Benemeriti del Lavoro del Regno d’Italia.
Nel 1911, gli fu riconosciuta l’onorificenza di Cavaliere dell’Ordine della Corona d’Italia, con decreto del 6 aprile 1911, pubblicato nella Gazzetta Ufficiale del Regno d’Italia n. 97 del 23 aprile 1912.

## Eredità
Gli eredi della famiglia Salsi hanno mantenuto fino al XXI secolo la proprietà di alcuni beni storici, tra cui il Teatro Orfeo, venduto soltanto nel 2025.

## Galleria d'immagini

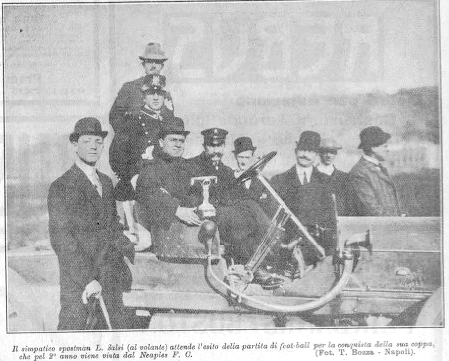
Luigi Salsi, l'uomo al volante della macchina.
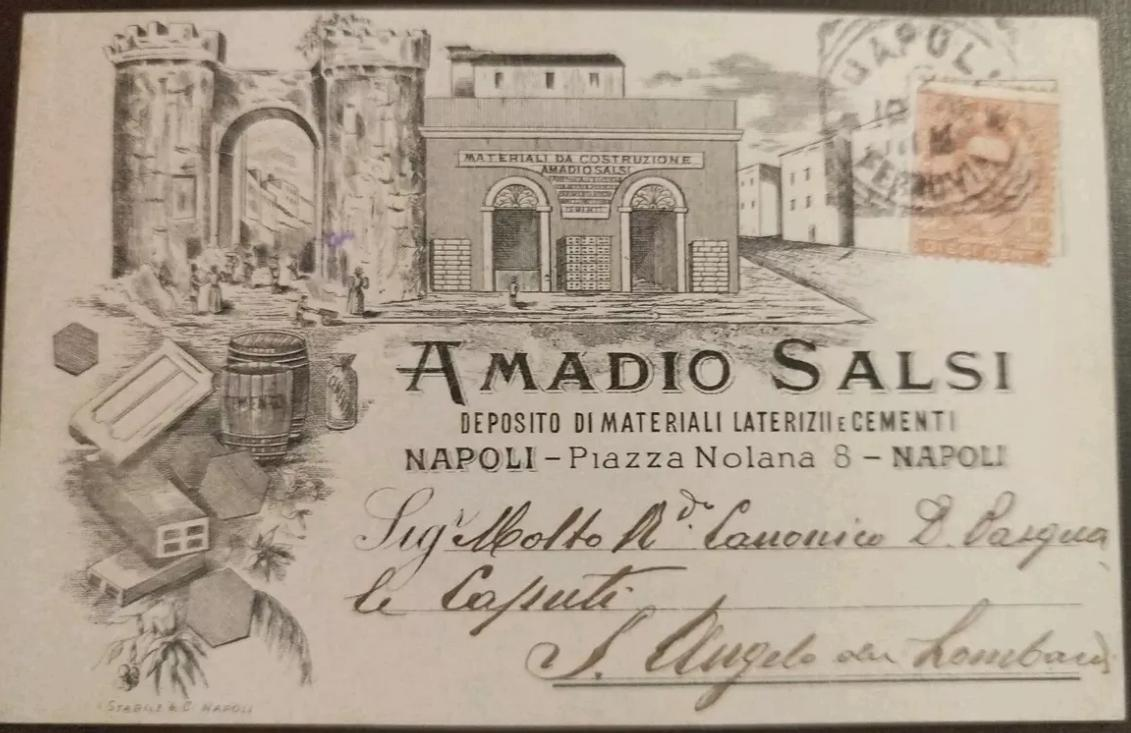
Cartolina viaggiata con l'immagine della sede storica della ditta Amadio Salsi in Piazza Nolana 8 a Napoli.
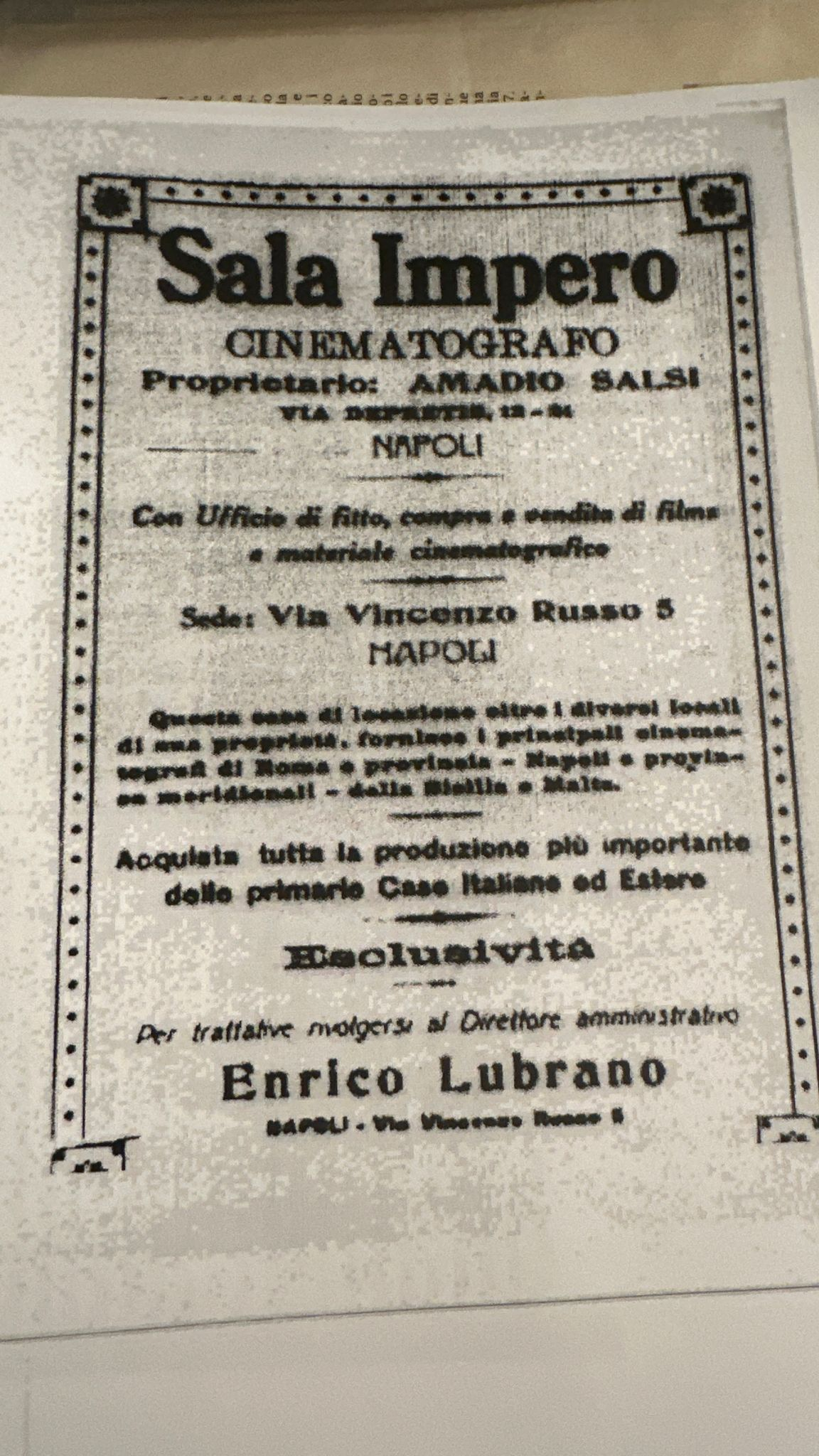
Manifesto pubblicitario della Sala Impero in Via Depretis a Napoli.
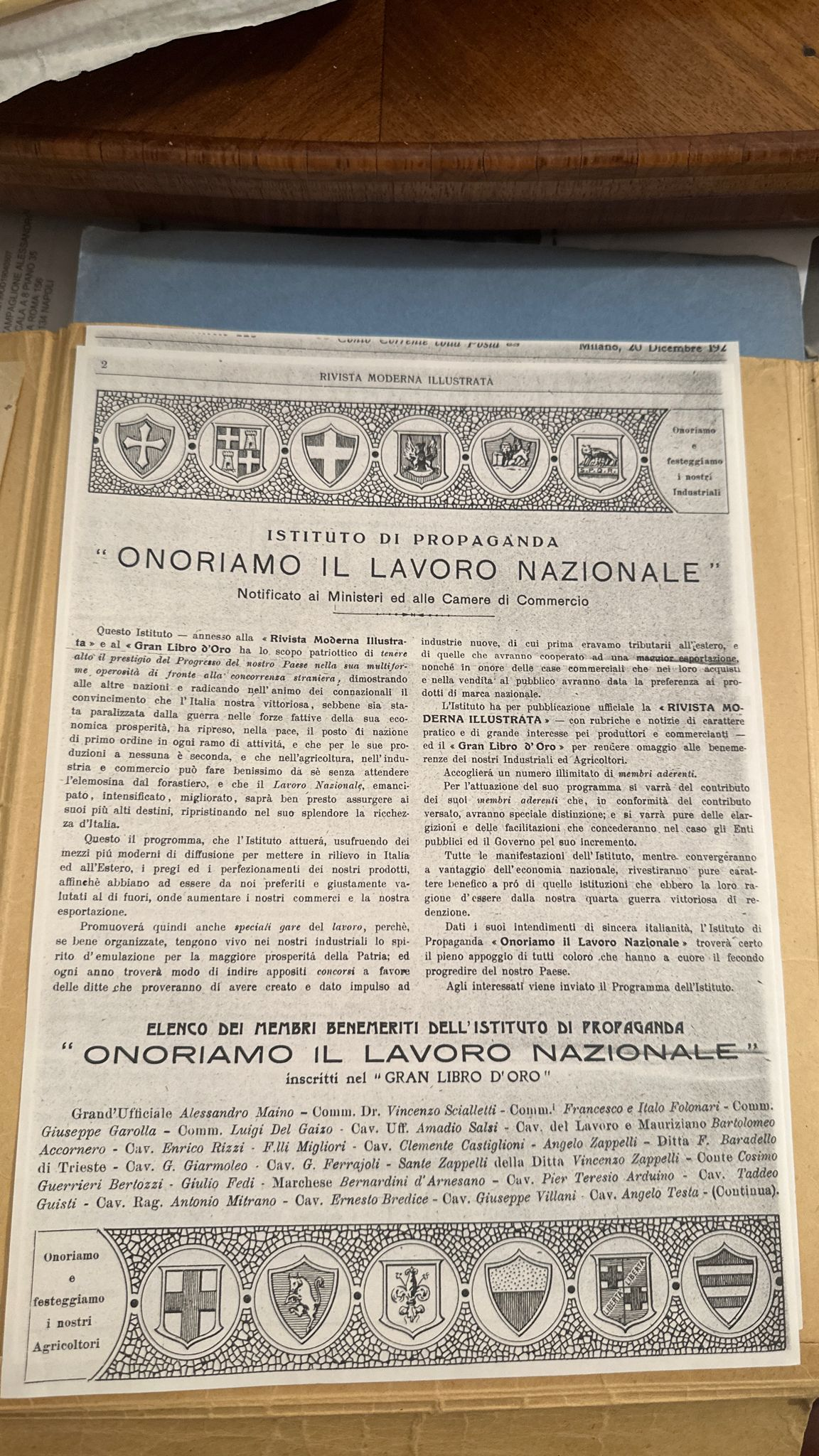
Rivista Moderna Illustrata del Gran libro D'oro che riporta i nomi degli insigniti di titoli benemeriti da parte dell'istituto di propaganda.
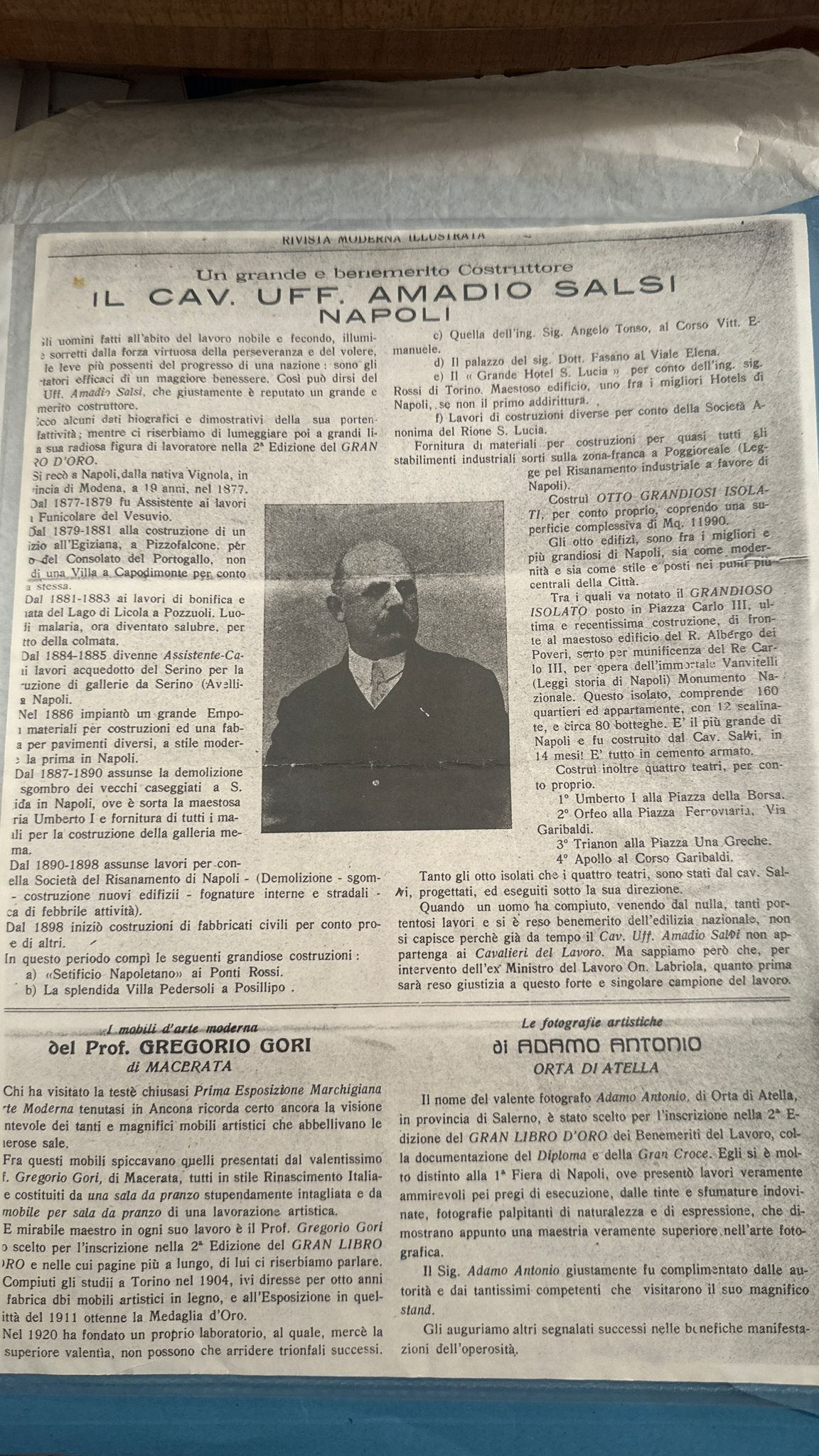
Amadio Salsi - biografia dalla Rivista Illustrata.